# TransAnzoátegui
El bus de transporte TransAnzoátegui, es un sistema de transporte masivo de tipo BTR del estado Anzoátegui de Venezuela, para el área metropolitana de  Barcelona, (Gran Barcelona) Lechería, Puerto La Cruz y Guanta. Fue inaugurado el 19 de noviembre de 2015 junto al Elevado Redoma Los Pajáros, en manos del gobierno del presidente Nicolás Maduro y del gobernador Aristobulo Istúriz como parte de la Misión Transporte, entró en operación al día siguiente con una sola ruta (Barcelona-Puerto La Cruz). Posteriormente fue agregada la nueva ruta hacia la zona rural de Puerto La Cruz y Barcelona (San Diego-El Rincón-Hospital).
Cuenta con una estación central ubicada frente al mercado campesino de Barcelona, ubicado en la zona industrial Los Montones, donde se encuentra el patio de unidades y talleres y desde donde sale la línea principal, además posee un sistema de transporte alimentador conocido como Bus Anzoátegui, el cual es una especie de Metrobús, ya que se encarga de alimentar las paradas de Transanzoátegui, este posee 5 líneas, 3 urbanas y 2 extraurbanas.

## Proyección
TransAnzoátegui presta servicio para cuatro municipios: Barcelona, Lechería, Puerto La Cruz y Guanta. Para diciembre del 2015 se activó la ruta hacia San Diego y El Rincón y está pensando en ampliarse hacia las ciudades de Píritu y Anaco.

## Accidentes
El primer día de su funcionamiento el bus arrolló una persona a la altura del Sector Las Garzas, en los días siguientes el bus arrolló a 7 personas más debido a la falta de señalización, en total se contabilizaron unas 10 personas arrolladas.

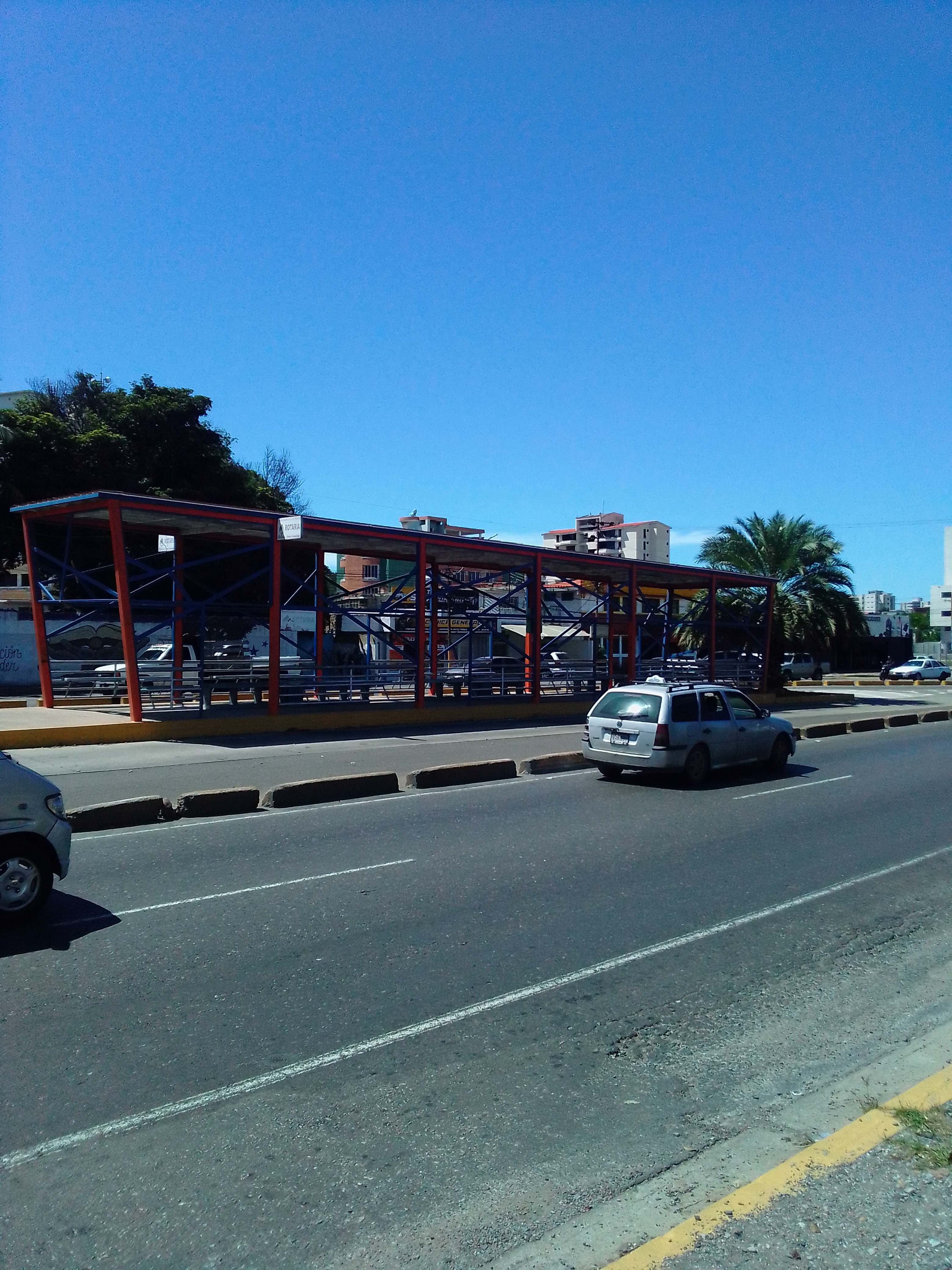
Parada del TransAnzoátegui

El 20 de noviembre de 2015 un motorizado ingresó por el carril exclusivo del bus en Puerto La Cruz y fue arrollado por el bus, no falleció y no se registraron pérdidas para el bus y para el señor, ese mismo día 2 buses casi chocan porque los choferes no sabían por donde ingresar. Desde diciembre del 2015 no se contabilizaron más accidentes hasta el 3 de marzo de 2016, cuando un automóvil chocó con el Bus mientras se hallaba en la parada Las Garzas, no hubo pérdidas.

## Paradas

### TransAnzoátegui
| Línea 1                                | Línea 2                | Línea 3     | Línea 4          |
| -------------------------------------- | ---------------------- | ----------- | ---------------- |
| Mercado Campesino                      | Molorca                | Molorca     | Alberto Ravell   |
| Terminal Metropolitano                 | UDO                    |             |                  |
| Puente Bolívar                         | Terrazas del Puerto    |             |                  |
| Robert Serra                           | Barrio Libertador      |             |                  |
| Puente Monagas                         | Hospital Universitario |             |                  |
| Boyacá                                 | Vista Hermosa          |             |                  |
| Rotaria                                | El Samán               |             |                  |
| Crucero/Vistamar                       | Motel                  |             |                  |
| Ministerio                             | Provisor               |             |                  |
| Las Garzas                             | La Pradera             |             |                  |
| Polideportivo                          | Ferreira               |             |                  |
| Molorca (Transferencia Líneas 2 y 3)   | La Floresta            |             |                  |
| Pozuelos                               | El Crucero (Rincón)    |             |                  |
| Sierra Maestra                         | Cantaclaro             |             |                  |
| Tierra Adentro                         | Las Lomas              |             |                  |
| Bella Vista                            | Cementerio             |             |                  |
| Chuparin                               | El Puente              |             |                  |
| Sotillo                                | Las Carmelitas         |             |                  |
| El Pensil                              | San Diego              |             |                  |
| Alberto Ravell (Transferencia Línea 4) | Plaza Bolívar          | Los Mesones | Puerto de Guanta |

### Horarios
Las dos líneas operan de lunes a domingo de 5:30 a. m. a 11:00 p. m.

## Rutas de BúsAnzoátegui

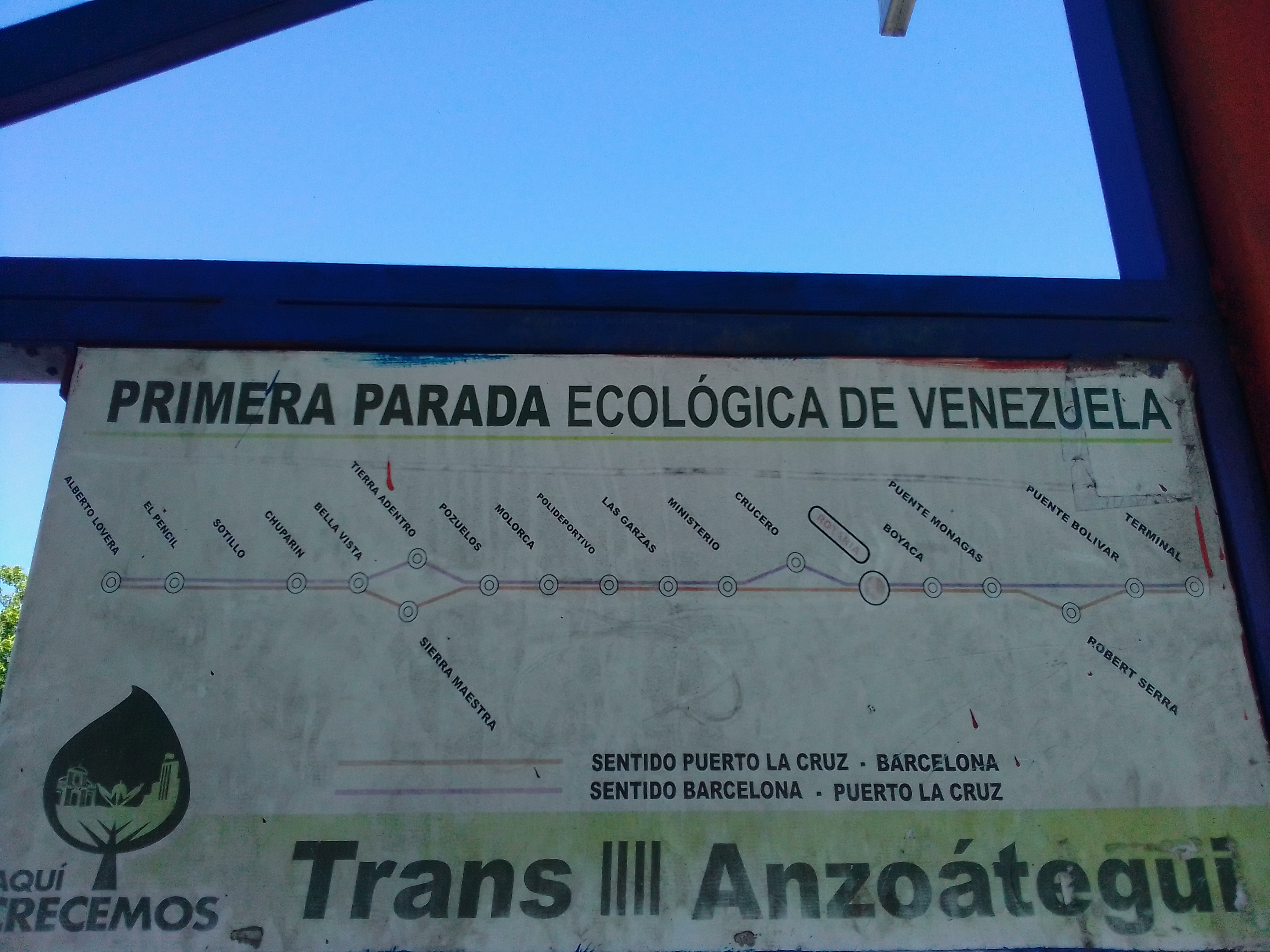
Ruta del TransAnzoátegui

Busanzoátegui posee 6 rutas, 4 interurbanas y 2 extraurbanas
- 001: Aeropuerto-Nueva Barcelona-Los Canales-Ferry-Guaraguao (Barcelona-Lechería-Puerto La Cruz)
- 002: Vía Alterna-Hospital-San Diego-El Rincón
- 003: Mercado Bolivariano-El Viñedo
- 004: Plaza San Felipe-Zona Industrial-Valles del Neverí-Naricual-Aragüita (Barcelona-Naricual)
- 005: Terminal La Aduana-Los Potocos-Complejo José-Píritu-El Tejar-Clarines-Valle de Guanape
- 006: Mercado Bolivariano-Barbacoas-San José de Curataquiche-Bergantín

### Paradas
| Línea 1                                                      | Línea 2                                     | Línea 3 | Línea 4                                                       |
| ------------------------------------------------------------ | ------------------------------------------- | ------- | ------------------------------------------------------------- |
| Aeropuerto                                                   | Mercado Bolivariano (Transferencia Línea 1) |         | Puente Bolívar                                                |
| Barrio Colombia                                              | Barrio Colombia                             |         | Guamachito                                                    |
| Mercado Bolivariano                                          | Los Pájaros                                 |         | Terminal Metropolitano                                        |
| Estadio Emilio Cueche                                        | Ciudad Real                                 |         | Elevado Noel Rodríguez (Los Bomberos)                         |
| Cinemateca                                                   | Ciudad Bahía                                |         | Zona Industrial                                               |
| Fuente Luminosa                                              | Villas Olímpicas                            |         | Teléfono (Los Montones)                                       |
| Avenida Pedro María Freites                                  | Autopista                                   |         | Mercado Campesino (Transanzoátegui)                           |
| Liceo Juan Bautista Bideaux                                  | La Ponderosa                                |         | Planta Potabilizadora José A Anzoátegui                       |
| Cementerio                                                   | La Pasarela                                 |         | La Liqui (Mayorquín III)                                      |
| 29 de marzo                                                  | La Ceiba                                    |         | Barrio Los Machos                                             |
| Cayaurima (Transferencia Lechería, U.C Barcelona-Playa Lido) | 1.º de marzo                                |         | Coca Cola                                                     |
| Grupo Chile                                                  | Libertador                                  |         | E/S Los Machos                                                |
| Buenos Aires                                                 | Brisas del Viñedo                           |         | Ojo de Agua                                                   |
| Iglesia Rosada                                               | Jardines del Valle                          |         | Caico (Ojo de Agua)                                           |
| El Ejército                                                  | San José                                    |         | Paredón (Empresas Polar)                                      |
| La Montaña                                                   | Santa Lucía                                 |         | Barrio Polar                                                  |
| Central Madeirense                                           | Brisas del Sur                              |         | El Eneal                                                      |
| El Ingenio                                                   | Cruz Verde                                  |         | UNES Oriente                                                  |
| Puente Real                                                  | Nuevo Horizonte                             |         | Transporte (Valles del Neverí)                                |
| Camino Real                                                  | Miguel Otero Silva                          |         | Bodegón (Mi Finquita)                                         |
| Férnandez Padilla                                            | Eulalia Buroz                               |         | Calle 2 (Mi Finquita)                                         |
| Costa Guaica                                                 | CCP El Viñedo                               |         | Dos Plantas (Valles del Neverí)                               |
| Peñón del Faro                                               | El Viñedo                                   |         | Calle 3 (Mi Finquita)                                         |
| Plaza Mayor                                                  | Manuela Saéz                                |         | Las Casitas (Urb.Valles del Neverí)                           |
| Aquamarina                                                   | Maisanta                                    |         | El Iam (Barrio El Iam)                                        |
| Aquavillas                                                   | 4 de febrero                                |         | Manosalva (Brisas del Neverí)                                 |
| Casas Bote C                                                 | La Victoria                                 |         | Transporte (Brisas del Neverí)                                |
| Sector Venecia                                               | La Orquídea                                 |         | La Pica del Neverí                                            |
| Casas Bote B                                                 | Mesones                                     |         | Alfarería (La Pica del Neverí)                                |
| Casas Bote A                                                 | El Moriche                                  |         | Plaza Bolívar (Transferencia U.C Naricual-Mayorquín-La Chica) |
| San Jorge                                                    | Puente Ayala                                |         | Carnicería (Centro de Naricual)                               |
| El Gran Maguey                                               | Zona Industrial                             |         | Estadio (Urb.Stadium)                                         |
| Los Cerezos                                                  | Sigo                                        |         | Amana (Naricual)                                              |
| Oropeza Castillo                                             | Fuerzas Armadas                             |         | Las Minas (Minas de Naricual)                                 |
| Terminal de Ferris                                           | Barrio La Aduana                            |         | Vega del Río                                                  |
| Los Cocos                                                    | Barrio 23 de enero                          |         | Neverí Central                                                |
| Paseo Colón                                                  | Fuente Luminosa                             |         | El Francés                                                    |
| Plaza La Cruz                                                | Cinemateca                                  |         | Aragüita                                                      |
| Guaraguao                                                    | Emilio Cueche                               |         | José Antonio Anzoátegui (Los Haticos)                         |